# KV51
Ngôi mộ KV51 nằm trong Thung lũng của các vị Vua, ở Ai Cập. Nó chôn cất xác ướp của ba loài vật, bao gồm một con khỉ đầu chó, một con cò và ba con vịt, và có lẽ nó có liên quan đến ngôi mộ của Ptolemy II (KV35).
Gần đây (vào mùa đông 2009/10) cuộc khai quật trong khu vực này[1] được tiến hành bởi một đội QU đã cố gắng di dời mộ KV50, KV51, KV52 và họ đã tiết lộ KV53 có 18 thùng thuốc sơn màu xanh, đồ gốm, các công cụ, và thuộc về một giáo sĩ, tìm ostraca trong đó bao gồm:

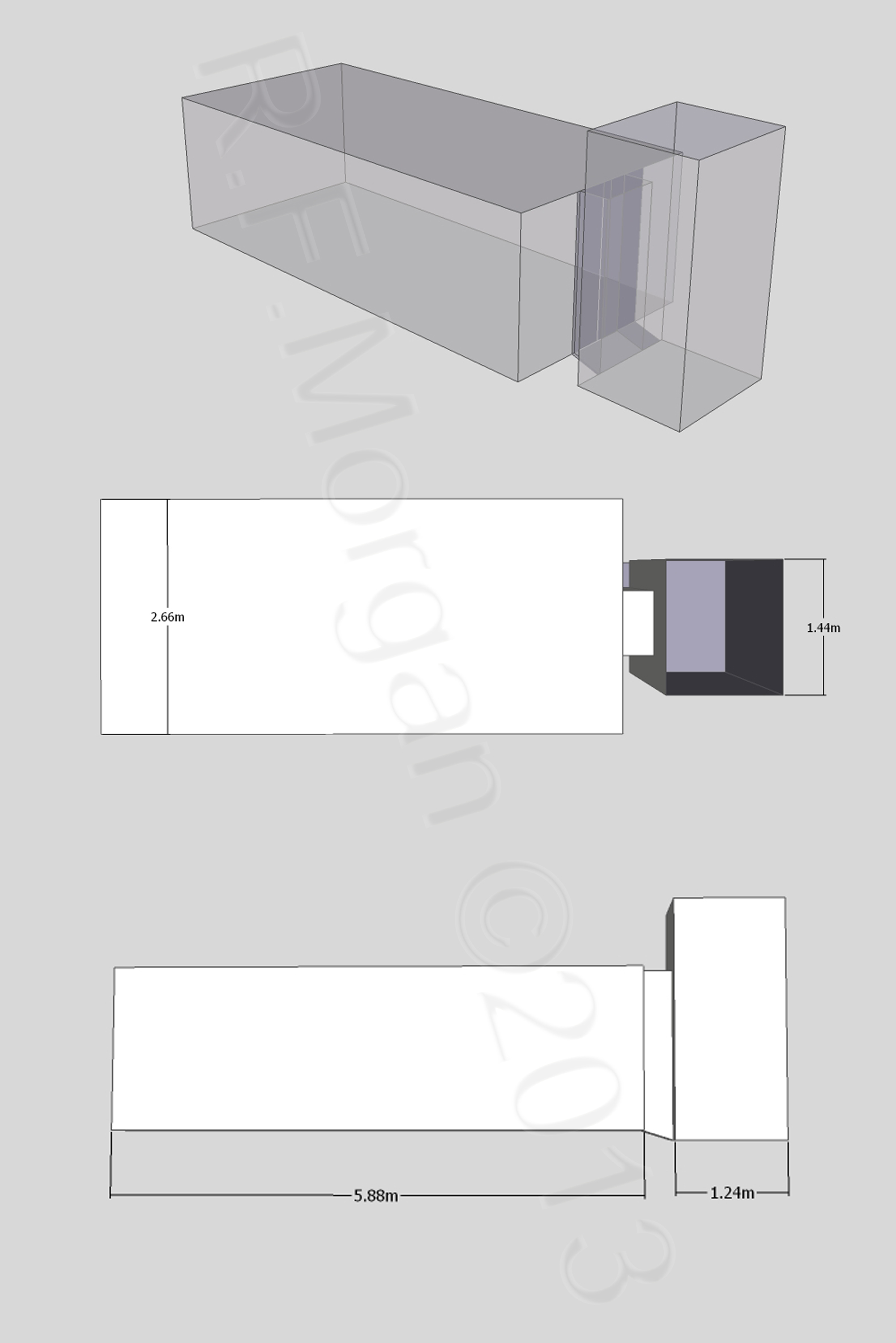
Hình ảnh của KV51 lấy từ một mô hình 3d

- Hình ảnh của KV51 lấy từ một mô hình 3dMột bản phác thảo về một nữ hoàng đang ngồi
- Miêu tả cảnh tình dục với người phụ nữ và động vật
- Hộp mực của Vua Rameses II